# Johnny Sheffield
Johnny Sheffield (11 de abril de 1931 - 15 de outubro de 2010) foi um ator mirim norte-americano. Seu papel mais conhecido foi o de Boy, filho adotivo de Tarzan e Jane na série de filmes do rei das selvas, interpretado por Johnny Weissmuller. Boy foi criado pelos produtores para substituir Korak, personagem existente na série de livros criada por Edgar Rice Burroughs, pois Tarzan e Jane não eram casados oficialmente e isso poderia chocar o grande público. Após completar 18 anos, Sheffield estreou a série de filmes de Bomba, o filho das selva. O personagem era um pastiche de Tarzan também surgido em uma série de livros.

## Filmografia
| Ano  | Título                          | Personagem                |
| ---- | ------------------------------- | ------------------------- |
| 1939 | Tarzan Finds a Son!             | Boy                       |
| 1939 | Babes in Arms                   | Bobs                      |
| 1940 | Lucky Cisco Kid                 | Tommy Lawrence            |
| 1940 | Knute Rockne, All American      | Knute Rockne (aos 7 anos) |
| 1940 | Little Orvie                    | Orvie Stone               |
| 1941 | Tarzan's Secret Treasure        | Boy                       |
| 1941 | Million Dollar Baby             | Alvie Grayson             |
| 1942 | Tarzan's New York Adventure     | Boy                       |
| 1943 | Tarzan Triumphs                 | Boy                       |
| 1943 | Tarzan's Desert Mystery         | Boy                       |
| 1945 | Roughly Speaking                | Frankie (aos 9 anos)      |
| 1945 | Tarzan and the Amazons          | Boy                       |
| 1946 | Tarzan and the Leopard Woman    | Boy                       |
| 1947 | Tarzan and the Huntress         | Boy                       |
| 1949 | Bomba, the Jungle Boy           | Bomba                     |
| 1949 | Bomba on Panther Island         | Bomba                     |
| 1950 | The Lost Volcano                | Bomba                     |
| 1950 | Bomba and the Hidden City       | Bomba                     |
| 1951 | The Lion Hunters                | Bomba                     |
| 1951 | Bomba and the Elephant Stampede | Bomba                     |
| 1952 | African Treasure                | Bomba                     |
| 1952 | Bomba and the Jungle Girl       | Bomba                     |
| 1953 | Safari Drums                    | Bomba                     |
| 1954 | Killer Leopard                  | Bomba                     |
| 1954 | The Golden Idol                 | Bomba                     |
| 1955 | Lord of the Jungle              | Bomba                     |

###### Outras fontesː
- ESSOE, Gabe, Tarzan of the Movies, sexta impressão, Secaucus, EUA: The Citadel Press, 1968 (em inglês)
- JEWELL, Richard B. e HARBIN, Vernon, The RKO Story, terceira impressão, Londres: Octopus Books, 1984 (em inglês)